# 迪诺·久比奇
埃丁·"迪诺"·久比奇（Edin "Dino" Đulbić，1983年2月16日—），是一名波斯尼亚裔澳大利亚职业足球运动员，司职后卫。现在效力澳職球會珀斯光輝。

## 俱乐部生涯

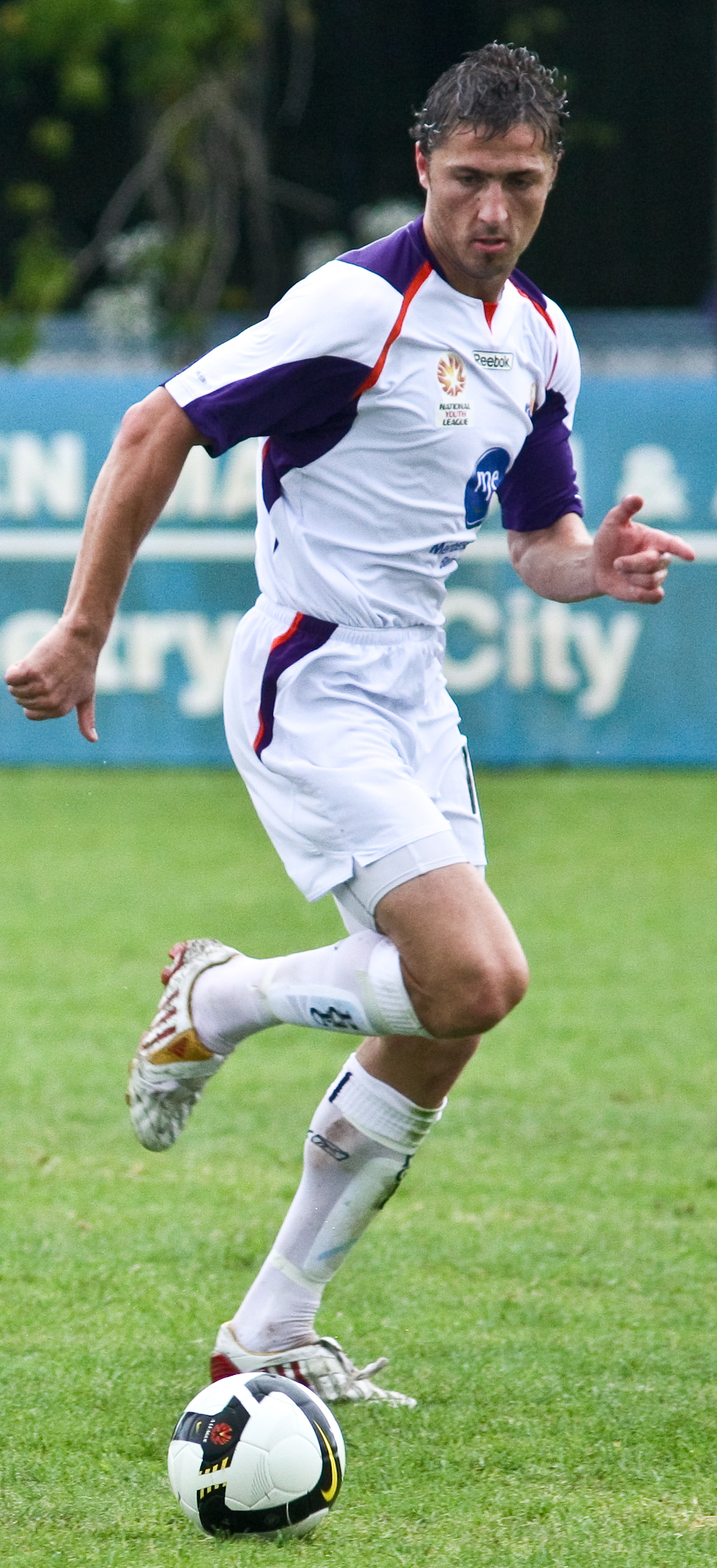
效力于珀斯光荣的久比奇

久比奇在西澳大利亚州足球超级联赛球队珀斯SC开始足球生涯，2006年短暂效力于维多利亚州球队法兰克斯顿松树，之后转投维多利亚州足球超级联赛球队南墨尔本，并随队获得维多利亚州足球超级联赛的冠军。
2006年底，久比奇前往澳大利亚职业足球联赛球队珀斯光荣试训，给珀斯光荣留下深刻印象而获得留队合同。2007/08赛季，久比奇以精彩的表现入选珀斯光荣赛季最佳球员的候选名单，最终排名第三。2008年8月31日，久比奇在珀斯光荣和悉尼FC的比赛中对裁判员彼得·格林有违反体育道德的行为而被罚下，赛后受到禁赛五场的处罚。
2009年1月20日，久比奇转会加盟德国足球乙级联赛球队红白艾伦。但受到伤病影响，他并没有得到太多的上场机会。2009年12月30日，久比奇回到澳大利亚加盟澳大利亚职业足球联赛球队黄金海岸联。
2011年1月31日，中国足球超级联赛球队陕西浐灞和黄金海岸联就久比奇的转会达成一致，在2010/11赛季澳大利亚甲级联赛结束后，久比奇转会来到陕西浐灞，据报道他和陕西浐灞签约两年。4月3日，久比奇在陕西浐灞和辽宁宏运的比赛中第一次在中国赛场亮相。2012年，久比奇随队南迁到贵阳。他在2012赛季帮助贵州人和获得联赛第四名和足协杯亚军，获得2013赛季亚洲冠军联赛的参赛资格，并入选该赛季中国足球超级联赛最佳阵容。

## 荣誉
- 中国足球超级联赛最佳阵容：2012